# Bay Adelaide Centre
Bay Adelaide Centre je postmoderní mrakodrap v kanadském Torontu. Má 51 podlaží a výšku 218 metrů , je tak 6. nejvyšší mrakodrap ve městě, ale i v Kanadě. Výstavba probíhala v letech 2006 - 2009 podle projektu společnosti WZMH Architects, developerem byla Brookfield Properties Corp. Budova disponuje prostory o výměře 107 054 m2, které obsluhuje celkem 32 výtahů. Většina prostorů je využívána jako kanceláře a v nižších patrech také jako obchodní pasáž.

## Zajímavosti
Bay Adelaide Centre měl velkou roli v thrilleru Devil od M. Night Shyamalan, který vyšel v roce 2010. Také byl důležitý v TV seriálu Suits, jako hlavní budova právnické firmy Pearson Hardman.